# Katja Bavendam
Katja Bavendam  (* 2. Januar 1985 in Hambergen) ist eine ehemalige deutsche Basketballnationalspielerin.
Erst im Jahr 1999 begann sie ihre Basketballkarriere beim BC VSK Osterholz-Scharmbeck. 2002 wechselte sie in die 2. Damen-Basketball-Bundesliga zu den Hagen Huskies und im Folgejahr zur BG Dorsten, wo sie mit der U20 den Deutschen Meistertitel gewann. 2004 machte sie in Osterholz-Scharmbeck Abitur und wechselte in die USA an das Saint Francis College nach Brooklyn, New York. Dort wurde sie 2006 zur Most Improved Player (Spielerin, die sich in einer Saison am Meisten entwickelt hat) des St. Francis College gewählt.
Die 2,03 m lange Athletin war eine der wenigen Frauen in Deutschland, die das Dunken beherrschten.
Bavendam war U20-Nationalspielerin und spielte bei der Universiade 2005. Beim 63:65 in Nijmegen am 25. August 2007 gegen die Niederlande hatte sie ihren ersten Einsatz in der deutschen A-Basketballnationalmannschaft. Sie gehörte zum Kader für die Europameisterschaft 2007 in Chieti (Italien), verletzte sich aber in der Vorbereitung auf das Turnier am Knie.
2008 wurde Bavendam erneut in die Nationalmannschaft berufen und spielte in der Vorbereitung der Europameisterschaftsqualifikation und in den Qualifikationsspielen zur Europameisterschaft.
Am 30. März 2011 erlitt sie bei einem Ligaspiel für den spanischen Erstligisten Hondarribia-Irun eine so schwere Verletzung, dass sie ihre aktive Basketballkarriere beenden musste.
Nach ihrer Verletzung begann sie ein Master-Studium im Fach Logistik in New York. 2016 wirkte sie in der Fernsehserie „My Giant Life“ über großwüchsige Frauen auf dem US-Sender TLC mit.